# 17-es busz (Székesfehérvár)
A székesfehérvári 17-es jelzésű autóbusz a Csapó utca és a Köfém lakótelep között közlekedik. A viszonylatot a Volánbusz üzemelteti.

## Története
2008. december 14-én útvonala lerövidült, a Szedreskerti lakónegyed helyett a Csapó utcától indul, ami megnehezíti a szedreskertiek közlekedését.

## Útvonala
| Köfém lakótelep felé | Csapó utca felé |
| --- | --- |
| Csapó utca vá. – Selyem utca – Piac tér – Palotai út – Mészöly Géza utca – Szabadságharcos út – Mátyás király körút – Várkörút – Rákóczi utca – Király sor – Budai út – Budai út – Zombori út – Verseci utca – Köfém lakótelep vá. | Köfém lakótelep vá. – Verseci utca – Zombori út – Budai út – Budai út – Király sor – Rákóczi utca – Várkörút – Mátyás király körút – Szabadságharcos út – Mészöly Géza utca – Palotai út – Piac tér – Halász utca – Csapó utca vá. |

## Megállóhelyei
| 0  | Csapó utca végállomás      | 24 | 11A, 12A, 13A, 15, 15Y, 29, 40, 41, 42, 43, 44                                          |                                                                               |
| 2  | György Oszkár tér          | 22 | 10, 11, 12, 13, 14, 26, 26A, 26G, 27, 36, 37, 38                                        | Vasvári Pál Általános Iskola                                                  |
| ∫  | Szent Gellért utca         | 21 | 10, 12, 14, 30, 36, 37 8080, 8086                                                       | Csitári G. Emil Uszoda és Strand                                              |
| 4  | Uszoda                     | ∫  | 10, 11, 12, 13, 14, 16, 30                                                              | Csitári G. Emil Uszoda és Strand                                              |
| 5  | Szabadságharcos út         | 19 | 11, 13, 30                                                                              |                                                                               |
| 6  | Ybl Miklós lakótelep       | 18 | 16, 26, 26A, 26G, 27, 30, 38                                                            | Novotel, Domus                                                                |
| 8  | Országlászló tér           | 16 | 16, 30, 33, 34                                                                          | Szent István Király Múzeum                                                    |
| 10 | Áron Nagy Lajos tér        | 14 | 16, 23, 24, 25, 30, 31, 32, 33, 34, 35                                                  | Fehérvár Áruház, Fehérvári Civil Központ                                      |
| 12 | Széna tér                  | 12 | 16, 23, 24, 25, 30, 31, 32, 33, 34, 35                                                  | Jézus Szíve Templom, Széna téri Általános Iskola, E-ON Dél-Dunántúl           |
| 13 | Huba köz                   | 11 | 16, 24, 25, 30, 31, 35                                                                  |                                                                               |
| 14 | Király sor / Géza utca     | 10 | 16, 24, 25, 30, 31, 35                                                                  |                                                                               |
| 16 | Halesz park                | 8  | 22, 23, 23E, 31, 31E                                                                    | Halesz park                                                                   |
| 18 | Fiskális út / Budai út     | 6  | 22, 23, 23E, 31, 31E 707, 747, 748, 749, 750, 751, 757, 758, 759, 8030, 8035            | Öreghegyi Magyarok Nagyasszonya Plébániatemplom, Budai úti református templom |
| 20 | Titeli utca                | 4  | 22                                                                                      |                                                                               |
| 22 | Zombori út                 | 2  | 22 707, 747, 748, 749, 750, 751, 757, 758, 759 1172, 1173, 1174, 1204, 1205, 1215, 1229 |                                                                               |
| 23 | Szivárvány Óvoda           | 1  | 22                                                                                      | MMKM Alumíniumipari Múzeuma                                                   |
| 24 | Köfém lakótelep végállomás | 0  | 14, 14G, 20, 22 749                                                                     | Alcoa-KÖFÉM                                                                   |